# Парбани
Парбани је град у Индији у држави Махараштра. Према незваничним резултатима пописа 2011. у граду је живело 307.191 становника.

## Становништво
Према незваничним резултатима пописа, у граду је 2011. живело 307.191 становника.
| 1991.   | 2001.   | 2011.   |
| ------- | ------- | ------- |
| 190.255 | 259.329 | 307.191 |